# AVG Technologies
AVG Technologies (dawniej Grisoft, s.r.o.) – byłe czeskie przedsiębiorstwo z siedzibą w Brnie zajmujące się systemami ochrony antywirusowej założone przez Jana Gritzbacha i Tomáša Hofera w roku 1991.
Jego najbardziej znanym produktem był AVG. Na początku 2008 roku przedsiębiorstwo zmieniło nazwę z Grisoft na AVG Technologies.
Spółka była notowana na NYSE.
Została przejęta przez Avast Software w 2016 r.